# Mauro Júnior
Mauro Jaqueson Júnior Ferreira dos Santos, noto semplicemente come Mauro Júnior (Palmital, 6 maggio 1999), è un calciatore brasiliano, centrocampista del PSV.

## Carriera

### Club
Il 23 giugno 2017 firma un contratto di cinque anni con il PSV.
Il 15 ottobre esordisce in Eredivisie segnando anche la prima rete in massima serie.

### Nazionale
Ha giocato numerose partite con le varie nazionali giovanili brasiliane.

## Statistiche

### Presenze e reti nei club
Statistiche aggiornate al 1º febbraio 2025.
| Stagione        | Squadra         | Campionato      | Campionato | Campionato | Coppe nazionali | Coppe nazionali | Coppe nazionali | Coppe continentali | Coppe continentali | Coppe continentali | Altre coppe | Altre coppe | Altre coppe | Totale | Totale | Totale |
| Stagione        | Squadra         | Comp            | Pres       | Reti       | Comp            | Pres            | Reti            | Comp               | Pres               | Reti               | Comp        | Pres        | Reti        | Pres   | Reti   |        |
| --------------- | --------------- | --------------- | ---------- | ---------- | --------------- | --------------- | --------------- | ------------------ | ------------------ | ------------------ | ----------- | ----------- | ----------- | ------ | ------ | ------ |
| 2017-2018       | Jong PSV        | ED              | 13         | 1          | -               | -               | -               | -                  | -                  | -                  | -           | -           | -           | 13     | 1      |        |
| 2018-2019       | Jong PSV        | ED              | 17         | 6          | -               | -               | -               | -                  | -                  | -                  | -           | -           | -           | 17     | 6      |        |
| Totale Jong PSV | Totale Jong PSV | Totale Jong PSV | 30         | 7          |                 | -               | -               |                    | -                  | -                  |             | -           | -           | 30     | 7      |        |
| 2017-2018       | PSV             | E               | 15         | 1          | CO              | 2               | 0               | UEL                | -                  | -                  | -           | -           | -           | 17     | 1      |        |
| 2018-2019       | PSV             | E               | 4          | 0          | CO              | 2               | 1               | UCL                | 1                  | 0                  | SO          | 1           | 0           | 8      | 1      |        |
| 2019-2020       | Heracles Almelo | E               | 26         | 6          | CO              | 3               | 0               | -                  | -                  | -                  | -           | -           | -           | 29     | 6      |        |
| 2020-2021       | PSV             | E               | 19         | 2          | CO              | 2               | 0               | UEL                | 7                  | 1                  | -           | -           | -           | 28     | 3      |        |
| 2021-2022       | PSV             | E               | 27         | 2          | CO              | 2               | 0               | UCL+UEL+UECL       | 2+3+6              | 0                  | SO          | 0           | 0           | 40     | 2      |        |
| 2022-2023       | PSV             | E               | 6          | 0          | CO              | 2               | 0               | UCL+UEL            | 0+3                | 0                  | SO          | -           | -           | 11     | 0      |        |
| 2023-2024       | PSV             | E               | 16         | 1          | CO              | 2               | 0               | UCL                | 3                  | 0                  | SO          | -           | -           | 21     | 1      |        |
| 2024-2025       | PSV             | E               | 14         | 0          | CO              | 2               | 0               | UCL                | 8                  | 0                  | SO          | -           | -           | 24     | 0      |        |
| Totale PSV      | Totale PSV      | Totale PSV      | 101        | 6          |                 | 14              | 1               |                    | 33                 | 1                  |             | 1           | 0           | 149    | 8      |        |
| Totale carriera | Totale carriera | Totale carriera | 157        | 19         |                 | 17              | 1               |                    | 33                 | 1                  |             | 1           | 0           | 208    | 21     |        |

## Palmarès

### Club

#### Competizioni nazionali
- Campionato olandese: 3

PSV Eindhoven: 2017-2018, 2023-2024, 2024-2025
- Coppa dei Paesi Bassi: 2

PSV: 2021-2022, 2022-2023
- Supercoppa dei Paesi Bassi: 3

PSV: 2021, 2023, 2025